# Cañete (Cuenca)
Cañete es un municipio español de la provincia de Cuenca, perteneciente a la comunidad autónoma de Castilla-La Mancha. Está situado en la comarca de la Serranía Baja, a unos 70 km de la capital provincial. Cuenta con una población de 766 habitantes (INE 2021).

## Geografía
Integrado en la comarca de Serranía Baja, se sitúa a 70 kilómetros de la capital provincial. El término municipal está atravesado por la carretera nacional N-420, entre los pK 493 y 508, y por las carreteras autonómicas CM-215, que se dirige hacia Boniches, y CM-2106, que se dirige hacia Campillos-Sierra, además de por carreteras locales que permiten la comunicación con Huérguina y Tejadillos. 
El relieve del municipio está definido por la Serranía, teniendo como hitos más destacados el pico del Hornillo (1347 metros), el Morrón de los Barrancos (1364 m) y la Cabeza de Don Pedro (1486 m y máxima altura de Cañete). La red fluvial está formada por pequeños ríos pertenecientes a la cuenca del Cabriel, siendo el más importante el río Mayor del Molinillo. La altitud oscila entre los 1486 m (Cabeza de Don Pedro) y los 1000 m al sur, a orillas del río Mayor del Molinillo. El pueblo se alza a 1074 m sobre el nivel del mar.
| Noroeste: Campillos-Sierra          | Norte: Campillos-Sierra | Nordeste: Tejadillos y Salinas del Manzano |
| Oeste: Valdemorillo de la Sierra    |                         | Este: Huérguina                            |
| Suroeste: Valdemorillo de la Sierra | Sur: Pajaroncillo       | Sureste: Boniches                          |

## Historia

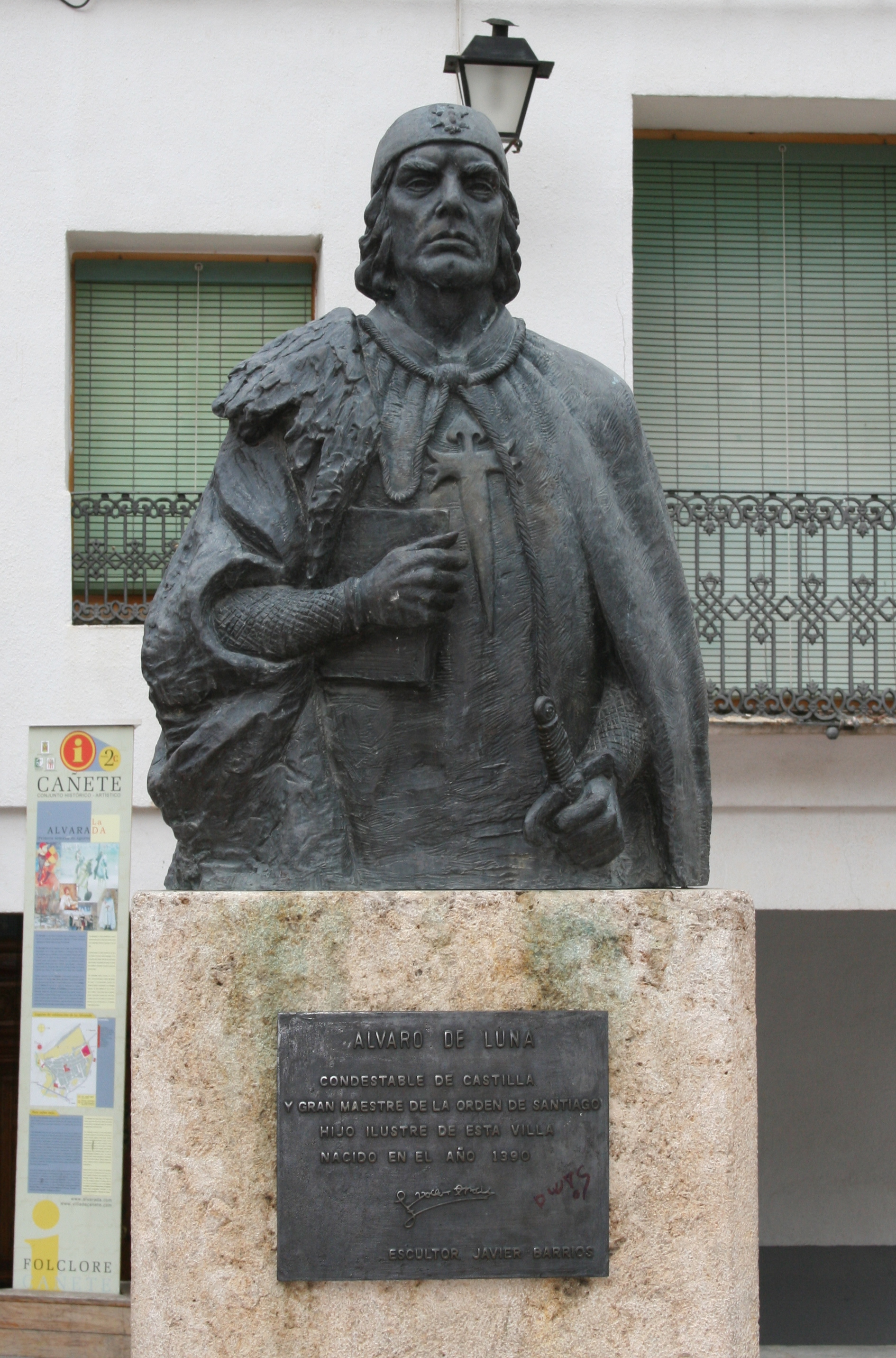
Estatua de Álvaro de Luna

Desde el Paleolítico Superior hay actividad de cazadores-recolectores en la Serranía Baja, con pinturas y grabados rupestres (Villar del Humo, Boniches), continuados en la edad de Bronce. Tal y como sugieren diversos hallazgos arqueológicos en la zona, los celtíberos establecieron diversos asentamientos en los alrededores (Boniches, Pajaroncillo), y la romanización probablemente favoreció su poblamiento y fundación.Los asentamientos romanos fueron pequeños y dispersos entre sí. Habitado desde la Alta Edad Media, las murallas se erigieron, en su configuración actual, aunque sin descartar su origen visigodo, durante la dominación musulmana, en torno al siglo X, coincidiendo con el apogeo del Califato de Córdoba, constituyendo un gran ejemplo de población fortificada de estilo musulmán peninsular. Cuando se produjo la toma de Cuenca por parte de las tropas de Alfonso VIII de Castilla, en 1177, es muy probable que ya hubiera sido conquistada la población a las huestes musulmanas.
La localidad fue lugar de nacimiento a finales del siglo XIV de Álvaro de Luna, noble castellano de la familia de Luna. Fue condestable de Castilla, gran maestre de Santiago y valido del rey Juan II de Castilla. Está enterrado en la capilla de Santiago, en la girola de la catedral de Toledo.
En 1520, en el marco de la Guerra de los Comuneros, se produjeron diversos levantamientos en la zona, especialmente en Moya, que fueron severamente reprimidos con ejecuciones sumarias, que devolvieron el control de toda la zona a los Marqueses de Moya, durante los siglos siguientes.
En la Guerra de Sucesión 1701-1713, que tantos padecimientos causó a la capital de la provincia, apenas afectó algo al área de Cañete. Sin embargo, con la invasión francesa de 1808 y la posterior Guerra de Independencia, todo el marquesado de Moya se alza contra el invasor, en acciones de guerrilla, que llegan a contar con la presencia en la Serranía de Juan Martín, el Empecinado, siendo objeto de la ira de los paisanos las unidades aisladas o perdidas en los agrestes paisajes serranos, que eran inmediatamente respondidas con la brutal represión napoleónica de las acciones aisladas. Toda el área quedó liberada del invasor en 1812.
De nuevo, en el marco de las guerras carlistas, en especial de la I Guerra Carlista, la destrucción afectó a diversos pueblos de la Serranía, y muy en particular a Cañete, que entre 1834 y 1837 estuvo en manos de las tropas Carlistas, período que se aprovechó para reformar y construir un baluarte en el castillo, que desfiguró grandemente la obra medieval del mismo, al tiempo que las murallas fueron igualmente reforzadas, si bien siguieron con su peculiar fisonomía; todo ello contribuyó al control por parte del general carlista Ramón Cabrera de la villa, tras diversos intentos realistas de reconquista de la población.
Durante la Revolución española de 1936, una vez iniciada la Guerra Civil, «las milicias llegadas de la región levantina devastaron la Iglesia parroquial, la Capilla de San Julián y el Santuario de Nuestra Señora de la Zarza, destruyendo las imágenes que no pudo la piedad cristiana poner a salvo y cuanto al culto existía en sus sagrados recintos», y «que después dedicaron a almacenes o garajes»; asimismo, en los últimos momentos de la guerra «destruyeron las dos hermosas campanas de la Iglesia parroquial...». Toda la zona, al ser limítrofe con el cercano frente en la provincia de Teruel, se fue fortificando y atrincherando en previsión de una invasión Nacional (en especial en los alrededores de Salvacañete junto a la N-420), si bien Cañete, aunque no fue ocupado militarmente hasta los primeros días de abril de 1939, recién acabadas las hostilidades, sufrió algún bombardeo de escasa importancia, pudiendo verse a día de hoy alguno de los proyectiles lanzados en la zona de El Postigo. No terminó el problema con el fin de la guerra, y toda la Sierra fue hervidero de una activa guerrilla antifranquista dependiente de la A.G.L.A. (Agrupación Guerrillera de Levante y Aragón) que llegó a contar con efectivos considerables y líderes cuya fama ha quedado en la intrahistoria de los pueblos. Aún hoy son recordados los antiguos campamentos del maquis, en alturas apartadas y aisladas: Morro Gorrino, Cerro Moreno… Precisamente el combate de Cerro Moreno, el 7 de noviembre de 1949, rompió el espinazo militar del maquis de Cuenca.
En septiembre de 2015 el investigador de la localidad Manuel Abril Chillarón descubrió en el montículo llamado El Cabezuelo tres escalones megalíticos evidenciando la existencia de lo que podría ser una de las primeras posibles pirámides escalonadas localizadas en España, aunque la mayoría de los expertos coincide en que se trata de un oppidum celtíbero que data del siglo III a. C. con una tipología parecida al de El Ceremeño, por su cercanía a la rivera del río, su posición defensiva en un meandro y en altitud, además de poseer una extensión similar.

## Demografía
Cañete cuenta con una población de 843 habitantes (INE 2024).
| Gráfica de evolución demográfica de Cañete entre 1842 y 2021 |
| |
| Población de derecho según los censos de población del INE Población de hecho según los censos de población del INEEntre el censo de 1857 y el anterior, disminuye el término del municipio porque independiza a Huérguina |

En verano la población aumenta considerablemente debido a la gente que va a pasar el verano, la mayoría de la población emigró del campo a la ciudad durante la segunda mitad del siglo XX, pasando su población desde el máximo de 1841 habitantes en 1940 a 1027 en 1981 y 802 habitantes en 1991.

## Comunicaciones
La principal vía de comunicación es la N-420. El pueblo se encuentra justo a mitad del recorrido Cuenca-Teruel. Estaba previsto construir una autovía que enlazase ambas ciudades, pero finalmente no se autorizó su construcción por el elevado impacto mediombiental que ocasionaría en la zona. Tiene una parada de autobuses por la que pasa un microbús a Valencia con escala en Utiel y otro a Cuenca. Además el pueblo dispone de un pequeño helipuerto apartado de la población que se utiliza en caso de emergencia.

## Administración y política
| Periodo   | Nombre                         | Partido       |
| --------- | ------------------------------ | ------------- |
| 1979-1983 | Miguel López Garrido           | PSP           |
| 1983-1987 | Miguel López Garrido           | PSOE          |
| 1987-1991 | Julio Wilfredo Salazar del Val | PP            |
| 1991-1995 | Julio Wilfredo Salazar del Val | PP            |
| 1995-1999 | Julio Wilfredo Salazar del Val | Arriba Cañete |
| 1999-2003 | Alberto Cañete Infanta         | PP            |
| 2003-2007 | Antonio Asensio Gómez          | PSOE          |
| 2007-2011 | Antonio Asensio Gómez          | PSOE          |
| 2011-2015 | Antonio Asensio Gómez          | PSOE          |
| 2015-2019 | Sagrario Ibáñez Martínez       | PP            |
| 2019-2023 | Montserrat Poyatos Moreno      | PSOE          |

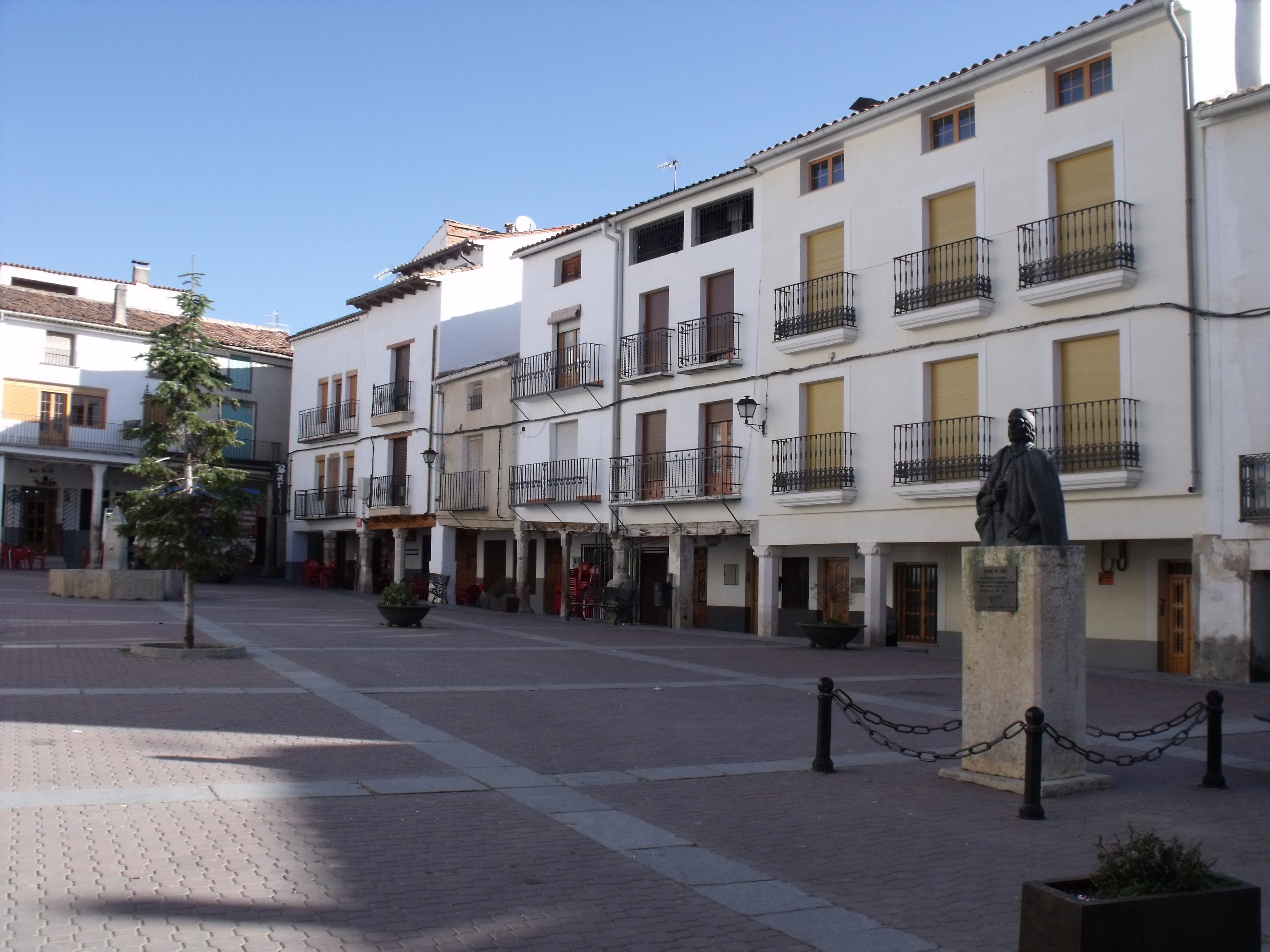
Plaza en Cañete

Tras las elecciones municipales de 2019, en las que la lista del PSOE obtuvo mayoría absoluta, fue investida como alcaldesa la socialista Montserrat Poyatos Moreno.

## Servicios
La localidad cuenta con el colegio Alto Cabriel en el que se imparte educación infantil y primaria, y el instituto de educación secundaria obligatoria 4 de Junio. 
En la N-420, en el tramo hacia Cuenca, hay un centro de salud, además cuenta con una farmacia. El pueblo cuenta también con un polideportivo al lado del colegio, en la CM-2106. En la entrada frente al hotel está la piscina municipal, que sólo abre en verano, y una pista de frontón detrás de la misma. Hay también una casa cuartel de la Guardia Civil.

## Cultura

### Arquitectura

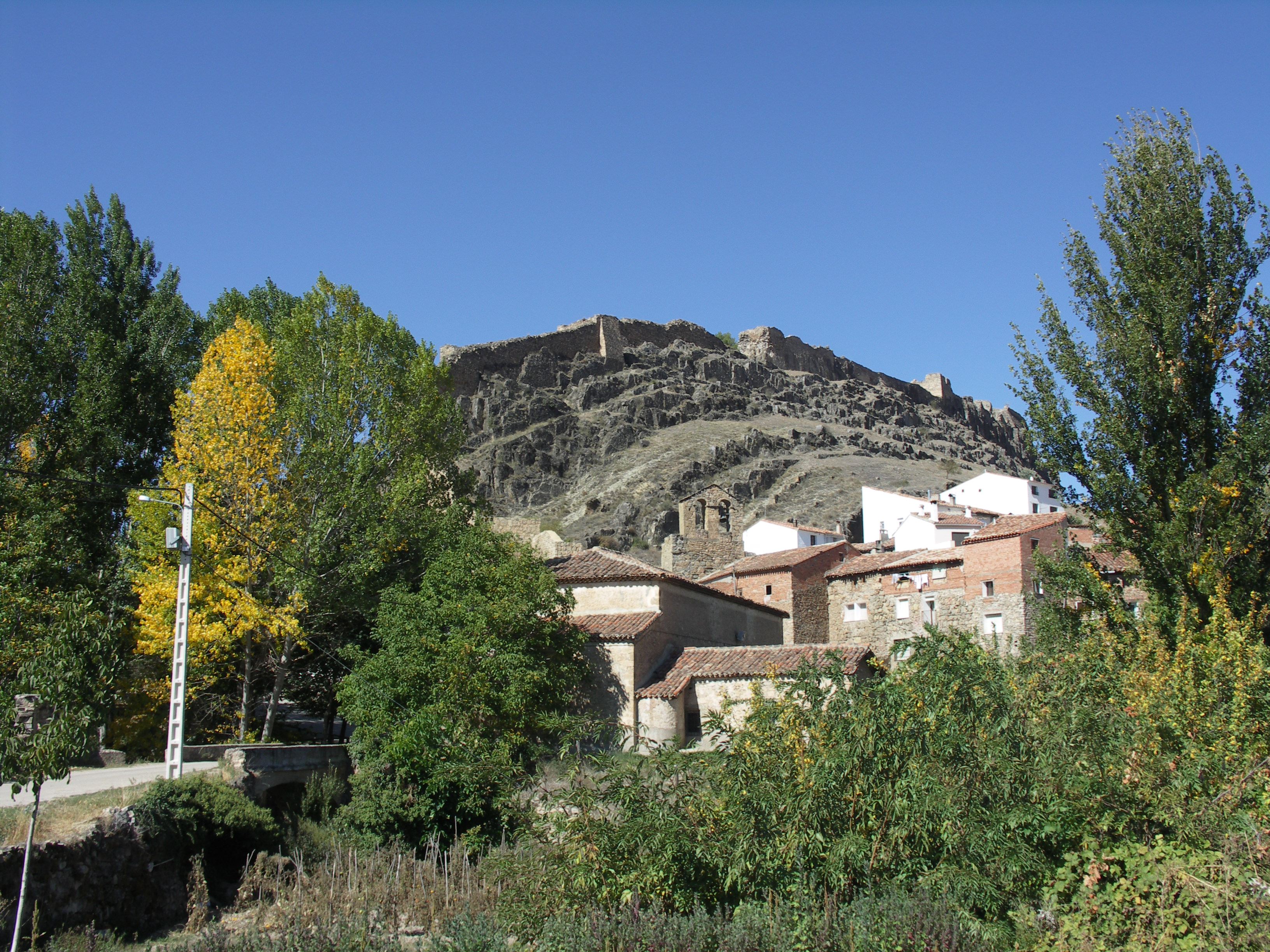
Vista del castillo de Cañete

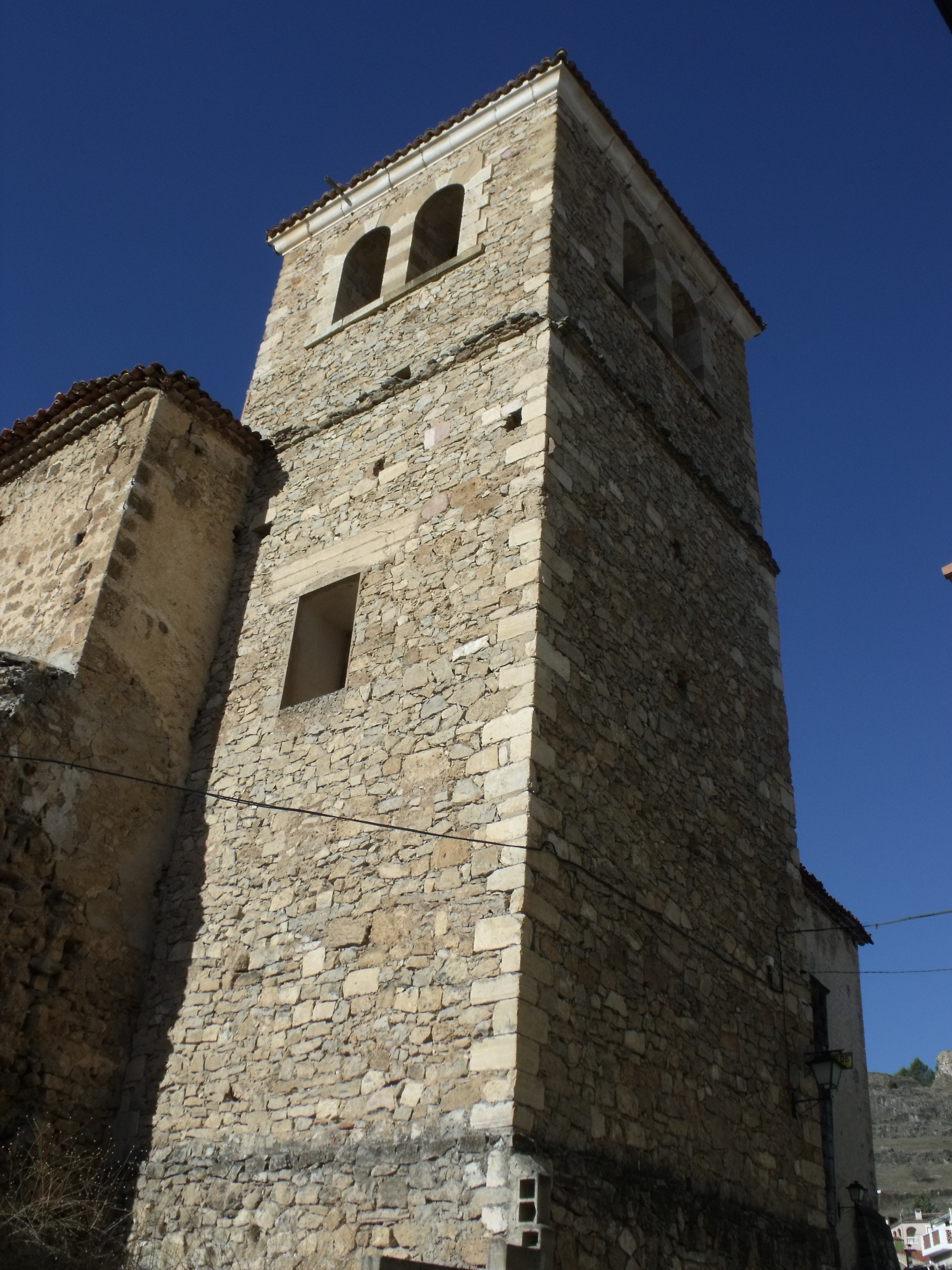
Iglesia de Santiago

En la localidad se encuentra el castillo de Cañete. De origen andalusí, tuvo varias ampliaciones, sobre todo tras la conquista castellana. Las últimas reformas son del siglo XIX, de las guerras carlistas. Se alza en lo alto de un escarpado, estrecho y largo cerro, dominando la población, junto al río Mayor del Molinillo. Sobre el castillo durante la primera guerra carlista se encuentra información en el libro de August Karl von Goeben Vier Jahre in Spanien (Hannover, 1841).
La población se encuentra rodeada de murallas, también de origen andalusí, con reformas posteriores cristianas. Dentro del recorrido del recinto amurallado de Cañete, destaca la puerta de las Eras, en recodo, abovedada, con arco de herradura, y de cronología andalusí.
Entre los templos de Cañete figuran la iglesia de Santiago, la capilla de San Julián y la ermita de la Virgen de la Zarza.

### Fiestas
Entre las fiestas de Cañete se encuentran los Quintos, que tienen lugar el primer fin de semana de febrero. Se trata de una fiesta en honor a la quinta que cumple la mayoría de edad ese año. Es una antigua tradición que se hacía a los jóvenes que se iban al ejército. También se celebran La Alvarada, una fiesta de nuevo cuño surgida en 1999 en la que se rememora a Álvaro de Luna, el primer fin de semana de agosto. Además celebran las fiestas patronales en honor a la Virgen de la Zarza, que tienen lugar del 7 al 12 de septiembre siendo éstas las fiestas mayores de Cañete. Por la tarde se hace un pasacalles con la banda de música por las calles del pueblo. Más tarde, se lee el Pregón de fiestas, continuando el jolgorio hasta la madrugada. Los días 9 y 10 se celebran encierros de toros por la tarde.